# Атымъёган (приток Казыма)
Атымъёган (устар. Атым-Юган) — река в России, протекает по территории Белоярского района Ханты-Мансийского АО, левый приток Казыма. Устье реки находится в 66 км от устья Казыма. Длина реки — 58 км, площадь водосборного бассейна — 232 км².

## Данные водного реестра
По данным государственного водного реестра России относится к Нижнеобскому бассейновому округу, водохозяйственный участок реки — Обь от впадения Иртыша до впадения реки Северная Сосьва, речной подбассейн реки — бассейны притока Оби от Иртыша до впадения Северной Сосьвы. Речной бассейн реки — (Нижняя) Обь от впадения Иртыша.
Код объекта в государственном водном реестре — 15020100112115300021811.